# Iglesia de San Francisco (Comayagua)
La Iglesia de San Francisco  es una iglesia católica en Comayagua, Honduras construida en 1560 durante la época colonial de Nueva España. Fue la tercera iglesia construida en Comayagua y junto con la Iglesia de la Merced, son las dos más antiguas aun en pie de Honduras. La iglesia está dedicada a San Francisco de Asís y está ubicada en el casco histórico colonial de Comayagua.

## Historia
La iglesia fue edificada en 1560 por el Obispo Fray Alonso de la Cerda como la iglesia del convento Franciscano de la ciudad. Es la tercera iglesia construida en Comayagua ya que la segunda en ser edificada fue la ya desaparecida Iglesia de nuestro señor de los reyes, la cual  fue demolida en 1829. Por ende actualmente la iglesia es la segunda más antigua de la ciudad. La iglesia tiene cinco campanas, lo cual una de ellas, la Campana Antonina, la cual es la campana más antigua de América, siendo fundida en Alcalá de Henares, España en 1460.    
La campana fue fundida para una congregación religiosa en España y luego traída a la regio de Hibueras de Nueva España, hoy en día, Honduras. El 14 de octubre de 1774 un terrem oto sacude Comayagua, lo que daña considerablemente la Iglesia y el Convento de. La torre queda en muy malas condiciones y el techo se desploma en partes, dañando algunos retablos. Aunado a esto, la plaza frente a la que estaba el templo se ve invadida de maleza y de basura de los escombros de las secciones de los derrumbes. El cementerio de la Iglesia, ubicada al costado sur del edificio en la plazuela adyacente, se descuida y se llena de vegetación. A pesar de los daños observados en la Iglesia y en el Convento no se emprenden reparaciones de inmediato debido quizás a la falta de fondos.
En 1806 se desploma el techo de la Iglesia, lo cual mueve a la orden Franciscana a iniciar las reparaciones antes del colapso total. Eso no impide que en 1809, con un nuevo terremoto, se desplome parte del techo de la iglesia, los muros del convento y la torrel a cual sería reconstruida en la década siguiente, aunque en menores proporciones en relación con la torre anterior.
La segunda reconstrucción se ve culminada en 1818. en donde quedó renovado el techo de la Capilla mayor y mucha parte de la teja; elevadas sus paredes y rebocadas y encalad as dentro y fuera. Posteriormente quedó un empedrado en contorno de la Iglesia y de la Capilla Mayor, para impedir que las aguas dañen las paredes y para preservarlas de zacate, barro y lodo de los inviernos. Quedó compuesto el piso de la puerta del costado de la Iglesia con lozas nuevas. Así mismo logró algunas mejoras en el Convento Interior y empedró el exterior.
Sin embargo, unos años después de esos trabajos la orden franciscana se ve obligada a abandonar la Iglesia y el Convento debido a la nueva legislación de la nación independiente, bajo la cual se suprimía el filero eclesiástico y las órdenes religiosas. En 1829, el Convento de “San Francisco” queda extinto oficialmente, aunque la Iglesia siguió funcionando.
Para el siglo XX el antiguo convento fue convertido en un colegio, el actual instituto de la Marista Inmaculada, el edificio construido a mediados del siglo XVI ha sufrido varias modificaciones al paso del tiempo a tal manera que hoy en día casi no se puede apreciar el diseño del convento original por fuera. La iglesia fue restaurada a inicios del presente siglo, logrando rescatar las obras barrocas en su interior y se rehabilitó la plaza.

## Arquitectura

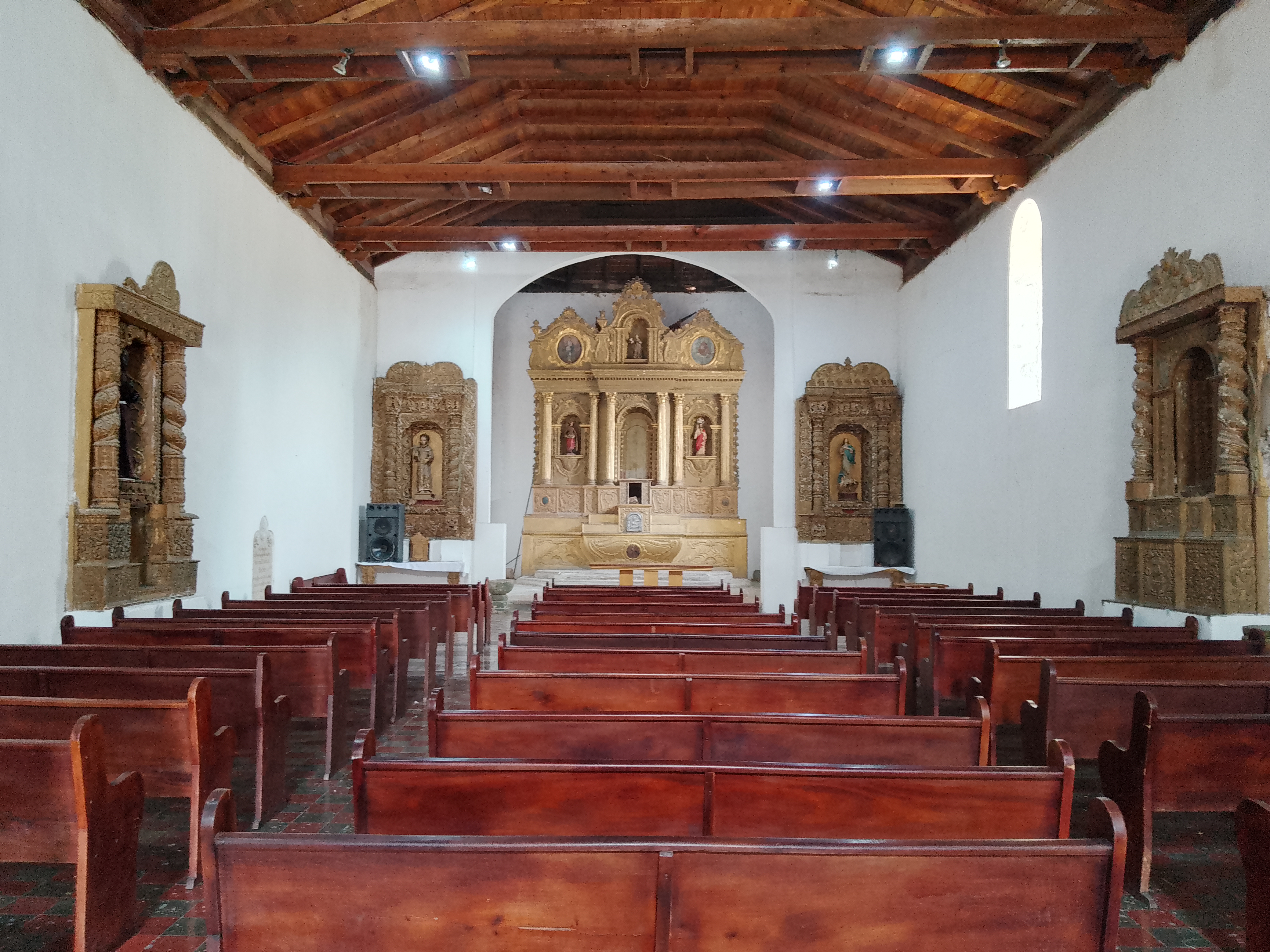
Interior de la iglesia.

### Exterior
La iglesia tiene un diseño arquitectónico Barroco y Renacentista colonial tardía y posee características típicas de las iglesias de la orden de San Francisco de Asís. Su techo se compone de madera de caoba y tejas. mientras existio el convento este contó con dos plantas y una fuente en el centro.  

### Interior
La iglesia posee 7 retablos originales de los cuales 6 poseen un estilo barroco con columnas salomónicas tallados en madera de caoba, mientras que el altar mayor posee la característica de estar bañado en oro.

## Uso actual
La iglesia sigue funcionando como parroquia.